# Chiesa della Madonna di Pompei (Messina)
La chiesa della Madonna di Pompei  è un luogo di culto ubicato sul viale Regina Margherita della città di Messina.

## Storia

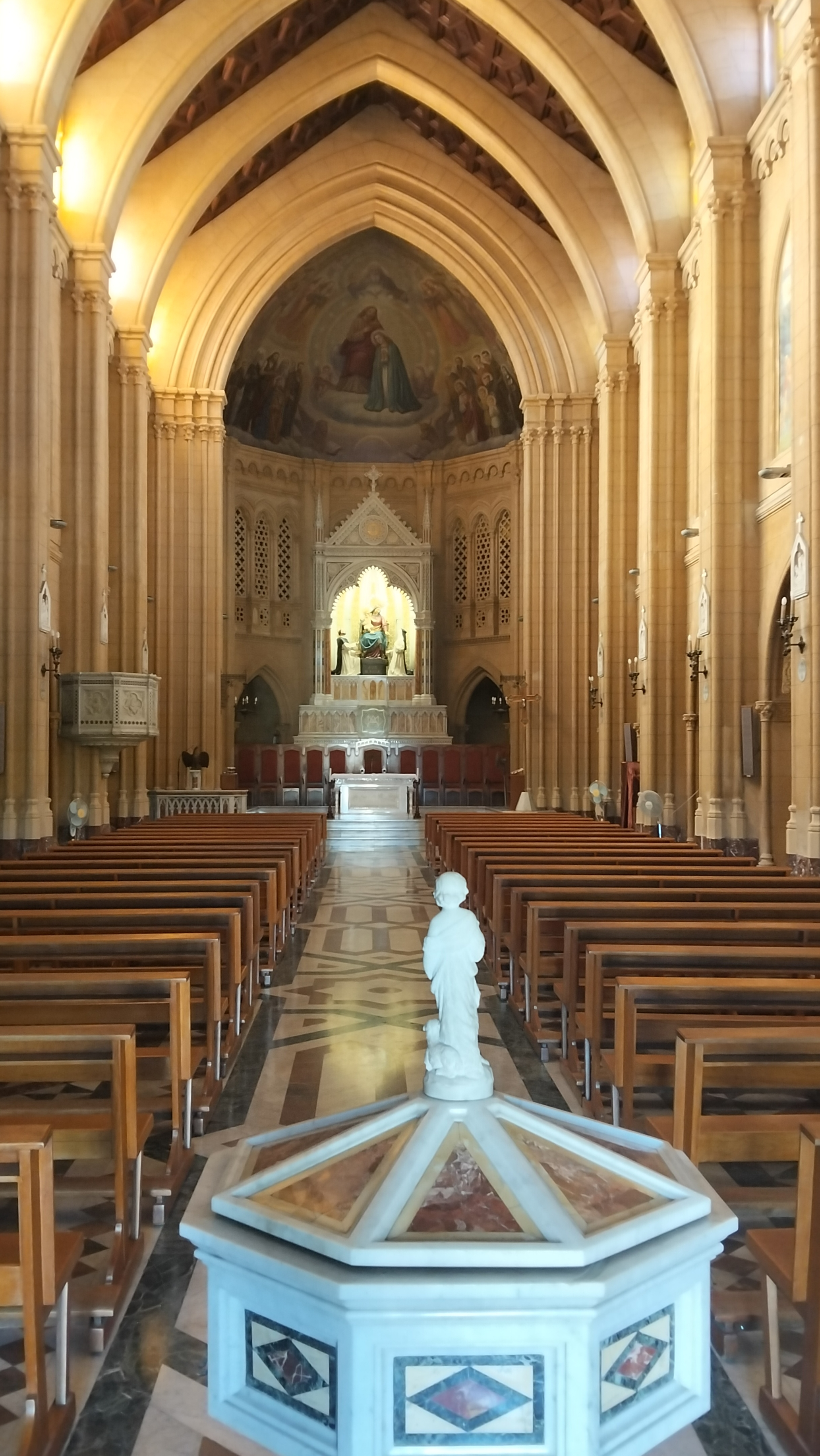
L'interno

L'edificio costruito dai Padri Cappuccini nel 1888, fu distrutto dal terremoto del 1908.
Nel 1917 la chiesa fu riedificata su progetto dell'ingegnere Trifiletti, in una posizione più elevata da dove si vede tutto lo Stretto di Messina.
Dopo la Seconda Guerra Mondiale, la chiesa nuovamente distrutta, fu ricostruita su progetto dell'architetto Filippo Rovigo e riaperta al culto il 28 aprile 1951. Sulla facciata esterna c'è un mosaico raffigurante la Madonna del Rosario di Pompei affiancata da angeli e santi.